# Монро Тауншип (округ Бредфорд, Пенсільванія)
Монро Тауншип (англ. Monroe Township) — селище (англ. township) в США, в окрузі Бредфорд штату Пенсільванія. Населення — 1104 особи (2020).

## Демографія
Згідно з переписом 2010 року, у селищі мешкало 1250 осіб у 481 домогосподарстві у складі 362 родин. Було 596 помешкань
Расовий склад населення:
| - 98,8 % — білих - 0,2 % — корінних американців - 0,2 % — чорних або афроамериканців |

До двох чи більше рас належало 0,5 %. Частка іспаномовних становила 1,2 % від усіх жителів.
За віковим діапазоном населення розподілялося таким чином: 23,4 % — особи молодші 18 років, 62,7 % — особи у віці 18—64 років, 13,9 % — особи у віці 65 років та старші. Медіана віку мешканця становила 43,5 року. На 100 осіб жіночої статі у селищі припадало 95,9 чоловіків;  на 100 жінок у віці від 18 років та старших — 100,2 чоловіків також старших 18 років.
Середній дохід на одне домашнє господарство  становив 60 841 долар США (медіана — 48 750), а середній дохід на одну сім'ю — 69 597 доларів (медіана — 60 833). Медіана доходів становила 51 518 доларів для чоловіків та 32 361 долар для жінок. За межею бідності перебувало 21,7 % осіб, у тому числі 35,7 % дітей у віці до 18 років та 13,7 % осіб у віці 65 років та старших.
Цивільне працевлаштоване населення становило 490 осіб. Основні галузі зайнятості: виробництво — 23,7 %, освіта, охорона здоров'я та соціальна допомога — 17,8 %, роздрібна торгівля — 10,4 %, будівництво — 10,0 %.